# Gortyna perlucida
Gortyna perlucida är en fjärilsart som beskrevs av W. Warren 1912. Gortyna perlucida ingår i släktet Gortyna och familjen nattflyn. Inga underarter finns listade i Catalogue of Life.